# 3 mm Kolibri
El 3 mm Kolibri es un cartucho de percusión central diseñado para la pistola Kolibri, existe cierta confusión con el cartucho 2.7 mm Kolibri, ya que algunos afirman que es lo mismo, pero las medidas físicas son totalmente distintas, además, este monta una bala de plomo mientras el 2.7 mm monta una bala encamisada.
El relojero austriaco Franz Pfannl comenzó a fabricar armas en 1897, el cartucho 3 mm Kolibri nació a mediados de los años 20 y finalizó su producción a principios de los años 30. Su bala tenía un peso de 5.3 gramos, pero sus prestaciones en cuanto a potencia eran similares al cartucho 2.7 mm cuya bala era de 3 gramos. Se puede decir que el 3 mm Kolibri es un cruce entre el 4.25 mm Erike y el 2.7 mm Kolibri, este cartucho también era usado en armas semiautomáticas.